# Thế giới của Christina

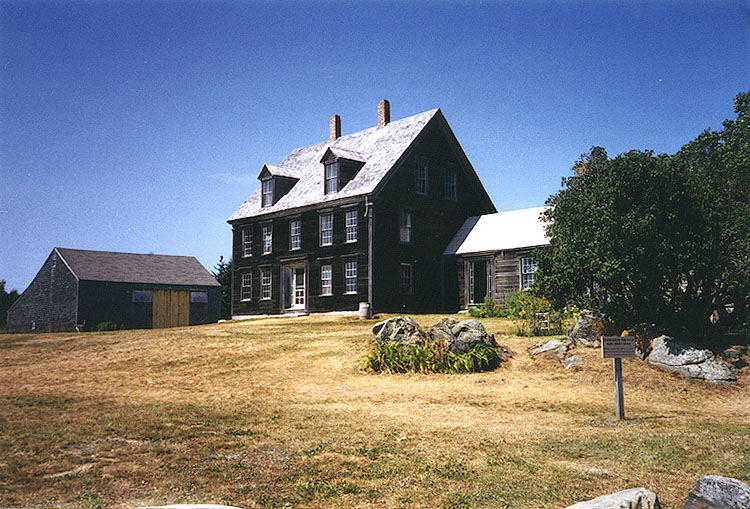
Ngôi nhà của Olson, năm 1995

Thế giới của Christina (tên gốc tiếng Anh: Christina's World) là tác phẩm tranh của họa sĩ người Hoa Kỳ, Andrew Wyeth. Bức tranh được sáng tác năm 1948 và dần trở thành một trong những tác phẩm nổi bật nhất của nền hội họa Mỹ khoảng giữa thế kỷ thứ XX. Nhân vật trong tranh được khắc họa trong tư thế quay lưng ra trước, nửa ngồi nửa nằm trên một cánh đồng hiu quạnh, cây cỏ ngả màu úa, đầu cô gái hướng về ngôi nhà màu xám phía xa bên phải cùng với nhà kho và các công trình khác.
Tác phẩm tranh theo phong cách hiện thực huyền ảo thuộc chủ nghĩa hiện thực này hiện đang được trưng bày trong bộ sưu tập của bảo tàng Nghệ thuật Hiện đại tại thành phố New York.

## Bối cảnh
Cô gái trong bức tranh là bà Anna Christina Olson (sinh: 3 tháng 5 năm 1893 – mất: 27 tháng 1 năm 1968), người nhiều khả năng bị mắc Charcot – Marie – Tooth (bệnh teo cơ Mác), một hội chứng đa dây thần kinh (polyneuropathy) di truyền. Wyeth và Olson là bạn bè của nhau, họa sĩ thường lấy bà và em trai bà làm mẫu vẽ trong khoảng từ năm 1940 đến năm 1968. Một lần quan sát cảnh Olson bò lê trên cánh đồng từ ô cửa sổ, ông được truyền cảm hứng và sáng tác ra bức tranh. Tuy vậy, Olson không phải người mẫu duy nhất của tác phẩm, phần thân của nhân vật được phác họa theo cơ thể người vợ của Wyeth, bà Betsy, khi đó bà 55 tuổi. Wyeth vẽ tay và chân của Christina, rồi ghép vào phần thân là thân người vợ của mình. Bên cạnh đó, ông cũng khoác cho nhân vật chiếc váy của Olson để hoàn thiện tác phẩm.
Ngôi nhà trong bức tranh sau này được gọi là ngôi nhà của Olson và nằm tại thị trấn Cushing, bang Maine. Hiện nay, nó đã trở thành một điểm danh lam lịch sử của tiểu bang. Ngôi nhà đã được thay đổi kết cấu cho giống với tranh vẽ vì trong tranh, Wyeth tách phần nhà kho riêng ra khỏi ngôi nhà.

## Lịch sử ra mắt
Thế giới của Christina lần đầu được trưng bày tại triển lãm Macbeth, quận Manhattan năm 1948. Dù nhận được ít quan tâm từ công chúng nhưng sau đó tác phẩm vẫn được Alfred Barr, chủ tịch bảo tàng Nghệ thuật Hiện đại mau chóng mua lại với giá 1.800 đô la Mỹ. Tại đây, Barr bắt đầu quảng bá cho bức tranh, khiến nó dần dần được nhiều người biết đến hơn qua thời gian. Ngày nay, tác phẩm được coi là một trong những biểu tượng của nền nghệ thuật Hoa Kỳ và rất hiếm khi được rời khỏi bảo tàng.